# Changing Times
Changing Times – czwarty album studyjny holenderskiego duetu Laserdance, wydany w 1990. Kompozytorami wszystkich utworów byli Michiel van der Kuy, członek Laserdance, oraz Rob van Eijk. Płyta kontynuowała nieco słabszy okres w działalności grupy, rozpoczęty albumem Discovery Trip. Utwory cechowało coraz większe podobieństwo do siebie, coraz uboższe aranżacje oraz nadużywanie automatu perkusyjnego LinnDrum. To ostatnie zostało potwierdzone przez Roba van Eijka, który powiedział, iż było to pokłosie nadmiernej fascynacji możliwościami tego urządzenia. Nowością na płycie były aż dwie ballady Vast Emptiness i The Reunion, opatrzone adnotacją "dedicated to D.M. Van Vliet (14-4-90)†".

## Spis utworów
1. "The Challenge" /remix/ – 5:04
2. "A Night out in Tomorrowland" – 5:23
3. "Brainstorm" – 5:18
4. "Fly through the Galaxy" - 5:22
5. "The Great Wall" – 5:01
6. "Escape from the Forbidden City" – 5:16
7. "Vast Emptiness" – 5:07
8. "The Reunion" – 5:37

## Instrumentarium
- Roland JX-10
- Roland Juno-60
- Roland Juno-106
- Roland MSQ-100
- Roland TR-808
- Yamaha FB-01
- Yamaha REV 500
- Akai MPC 60
- Korg DVP-1 Digital Voice Processor
- Korg M1
- Korg Polysix
- Korg Monotron Delay
- LinnDrum LM2
- Oberheim OB-Xa
- E-mu Emax
- Ensoniq ESQ-1

## Autorstwo utworów i okładki płyty
Okładka płyty informuje, iż drugi członek Laserdance i zarazem producent wykonawczy Erik van Vliet był współkompozytorem wszystkich utworów. Tymczasem Michiel van der Kuy stwierdził w wywiadzie, że van Vliet, który za czasów Laserdance nigdy nie pełnił funkcji ani kompozytora, ani wykonawcy, kupił prawa autorskie od rzeczywistych kompozytorów i dzięki temu mógł umieścić swoje nazwisko przy kompozycjach, których nigdy nie stworzył.
Na okładce wykorzystano pracę holenderskiego grafika i muzyka Edwina van der Laaga, równolegle tworzącego własną muzykę spacesynth w ramach projektu muzycznego Syntech. Pomimo tego, iż jego grafiki trafiały na okładki wcześniejszych płyt Laserdance, jego nazwisko zostało umieszczone dopiero przy czwartej płycie zespołu. Dodatkowo Van der Laag przyznał w wywiadzie, iż Erik van Vliet nigdy nie zapłacił mu za wykorzystywanie jego prac, z wyjątkiem grafiki z płyty Ambiente.

## Single
Na singlu opublikowano tylko jeden utwór The Challenge. W 1991 roku ukazał się maxi singel Megamix vol. 4, zawierający mix utworów z Changing Times pod nazwą Uptempo Mix oraz mix utworów z kolejnej płyty Laserdance  Ambiente pod nazwą Slow Mix.